# Alchemilla triphylla
Alchemilla triphylla är en rosväxtart som beskrevs av Werner Hugo Paul Rothmaler. Alchemilla triphylla ingår i släktet daggkåpor, och familjen rosväxter. Inga underarter finns listade i Catalogue of Life.